# BredaMenarinibus
BredaMenarinibus S.p.A. — виробник автобусів, компанія з  Італії, що входить в машинобудівний концерн «Breda Construziono Ferroviare». В кінці 1980-х років для спільного подолання сильної конкуренції нову компанію утворили шляхом злиття двох раніше самостійних фірм «Breda» і «Menarini».
Пропозиція компанії «BredaMenarinibus S.p.A.» з Болоньї включала кілька моделей міських і туристичних автобусів різної місткості, а також тролейбусів. На відміну від багатьох інших фірм, основу виробництва складали міські автобуси «BredaMenarini» двох базових серій «220» і «230». Вони забезпечені кутовими функціональними кузовами з двома, трьома або чотирма широкими бічними дверима (включаючи 4-стулкові шириною до 2 м), мають автоматичну гідромеханічну трансмісію, регульовану пневматичну підвіску, передні керовані колеса. Малі моделі «230» місткістю 45-58 пасажирів пропонуються у варіантах довжиною 7,7 і 9,0 м з повною масою 10,5 і 11,8 т відповідно. Вони оснащуються дизельним двигуном MAN заднього розташування потужністю 155 л. с. і автоматичною 3-ступінчастою коробкою передач «Voith». У серію «220» входять міські та приміські автобуси довжиною 10,8-12,0 м і повною масою 10,5-10,8 т, розраховані на перевезення 90-116 чоловік (місць для сидіння — 18-22). На них також використовується дизель MAN, що розвиває 220 л. с.
Найбільшим є зчленований 18-метровий міський автобус М321. У його задній частині поперечно встановлений 5-циліндровий двигун MAN з турбонаддувом в 340 л. с. і автоматична 5-ступінчаста коробка передач ZF з вбудованим гідродинамічним гальмом-сповільнювачем. Автобус повною масою 26 т здатний перевозити до 140 пасажирів зі швидкістю 77 км / u. На його основі створено комбінований засіб транспорту Dual Bus на 84 пасажира, що поєднує в собі функції автобуса і тролейбуса. У режимі автобуса використовується 325-сильний двигун Detroit Diesel V6 з автоматичною 5-ступінчастою коробкою, в режимі тролейбуса електроенергія до тяговим електромоторам середньої осі надходить від підвісної контактної мережі. Повна маса такого автобусо-тролейбуса — 22 т, довжина — 18,7 м, максимальна швидкість — 88 км / г. У невеликих кількостях BredaMenarini випускала туристичні автобуси 102SBH на 45-50 місць, що відрізняються сучасними і простими формами.

## Продукція
- Monocar 120
- Monocar 220
- Monocar 221
- Monocar 230
- Monocar 321
- Monocar 240
- Monocar 231
- Monocar 340
- Avancity
- Vivacity
- e-Vivacity
- ZEUS
- Lander
- Citymood

## Галерея

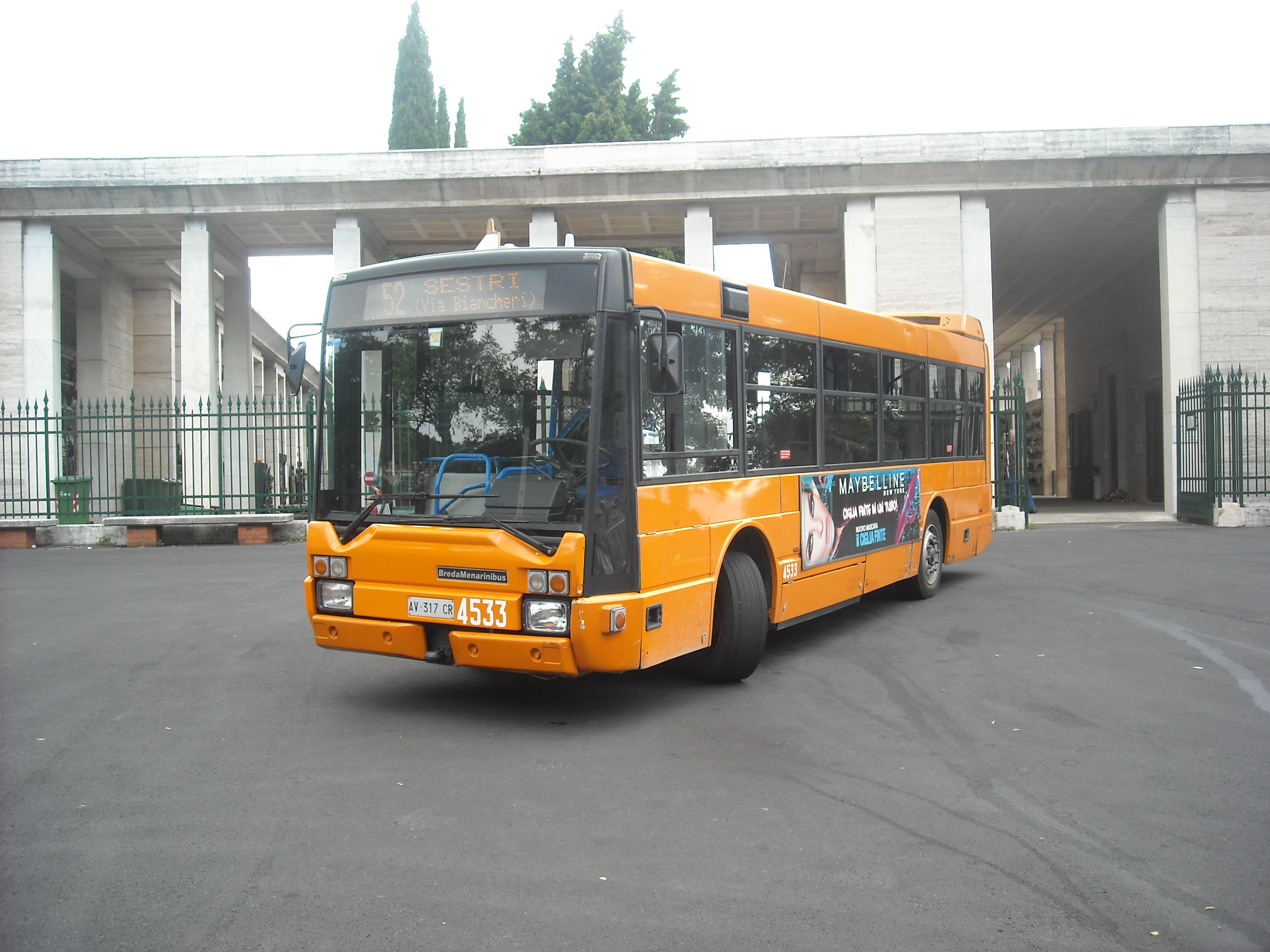
BredaMenarinibus Monocar 230 MU
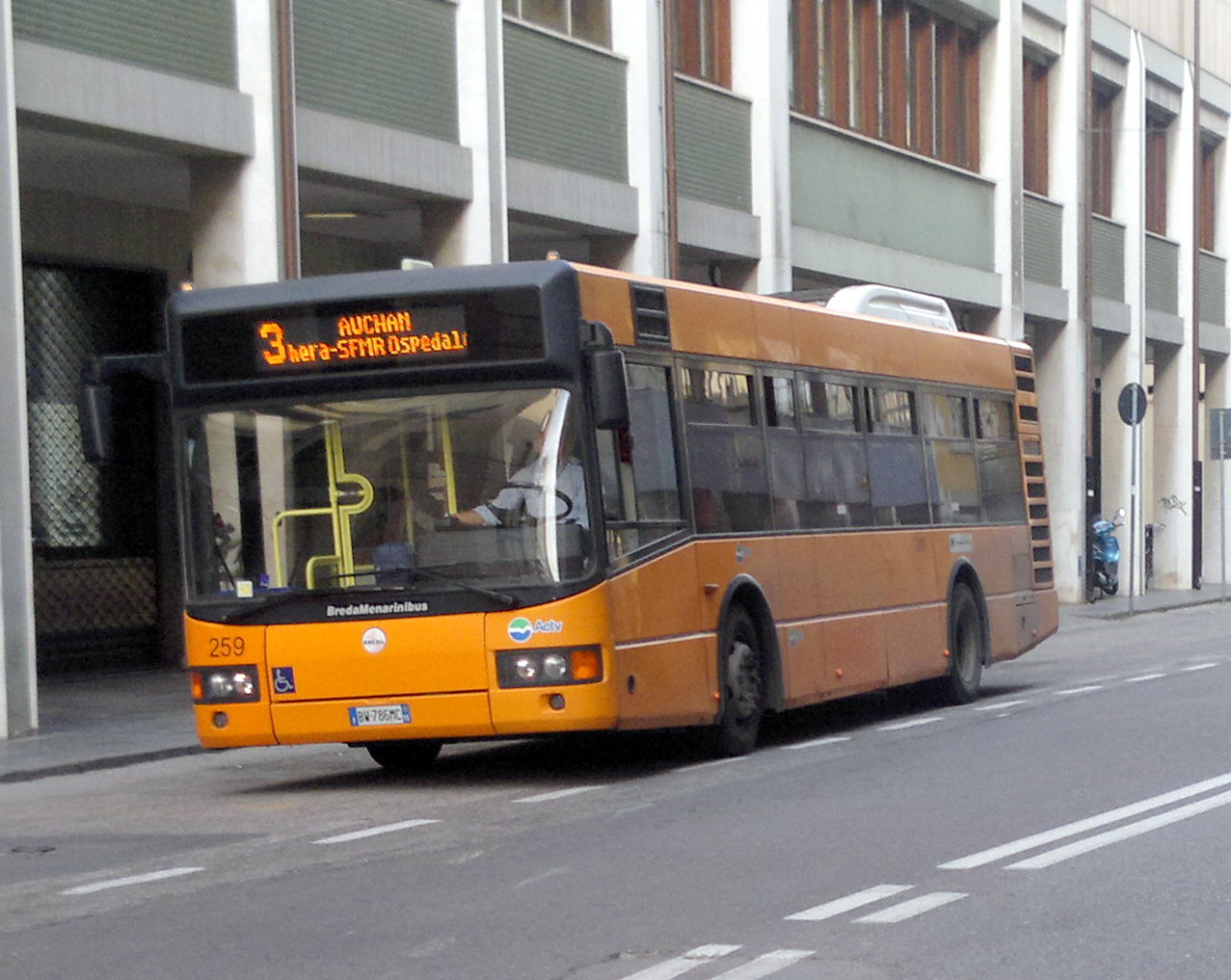
BredaMenarinibus Monocar 240 NU
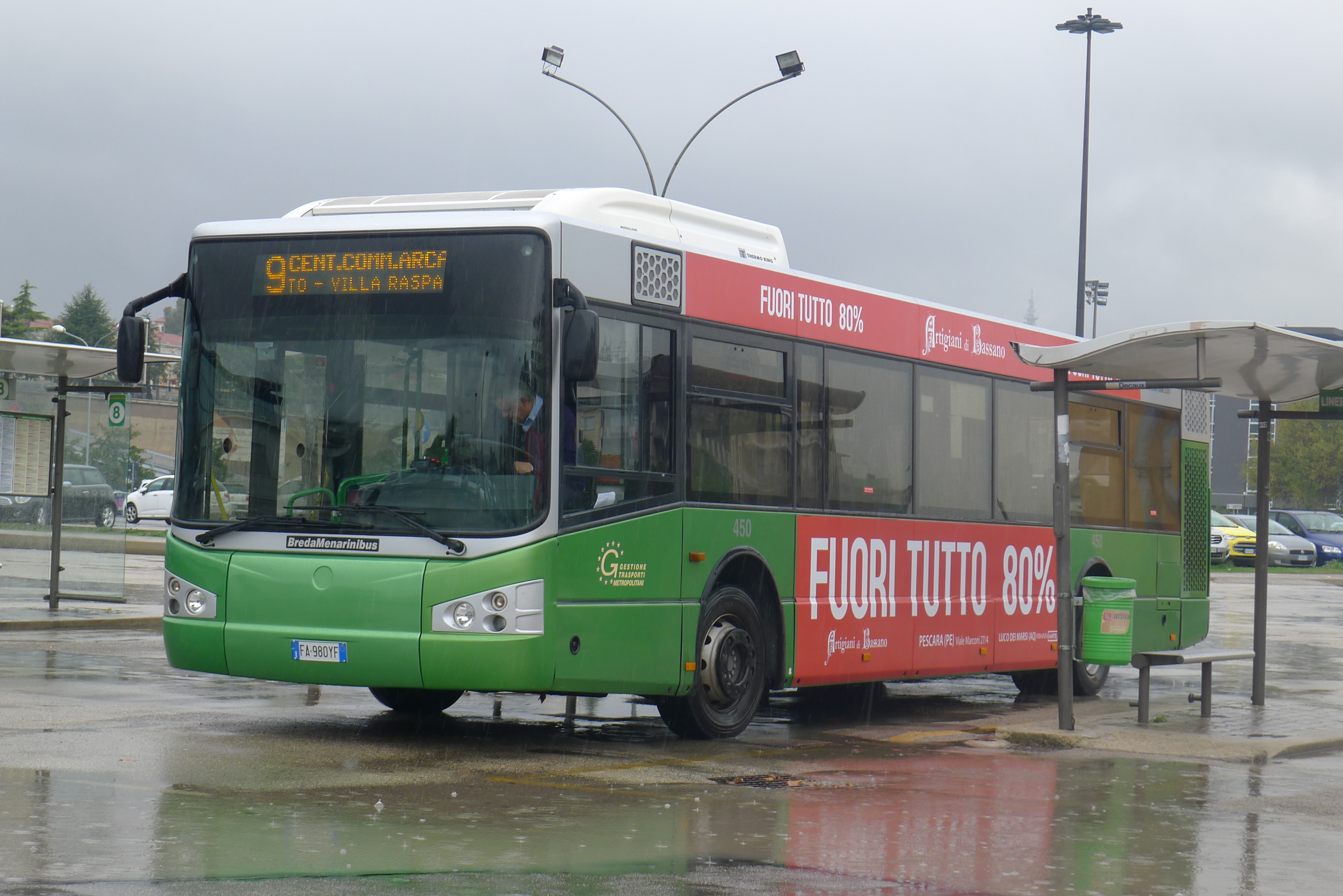
BredaMenarinibus Avancity LU
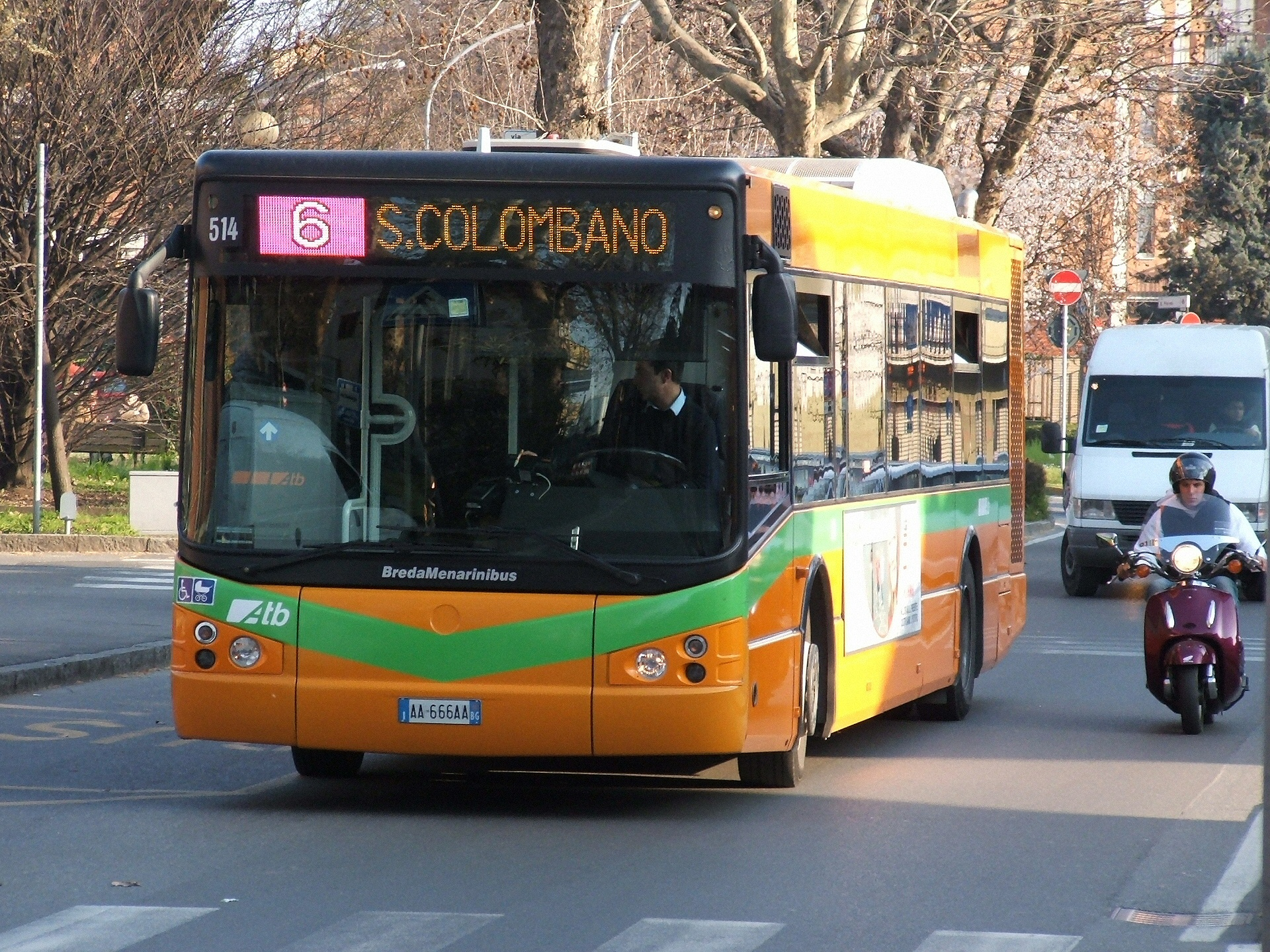
BredaMenarinibus
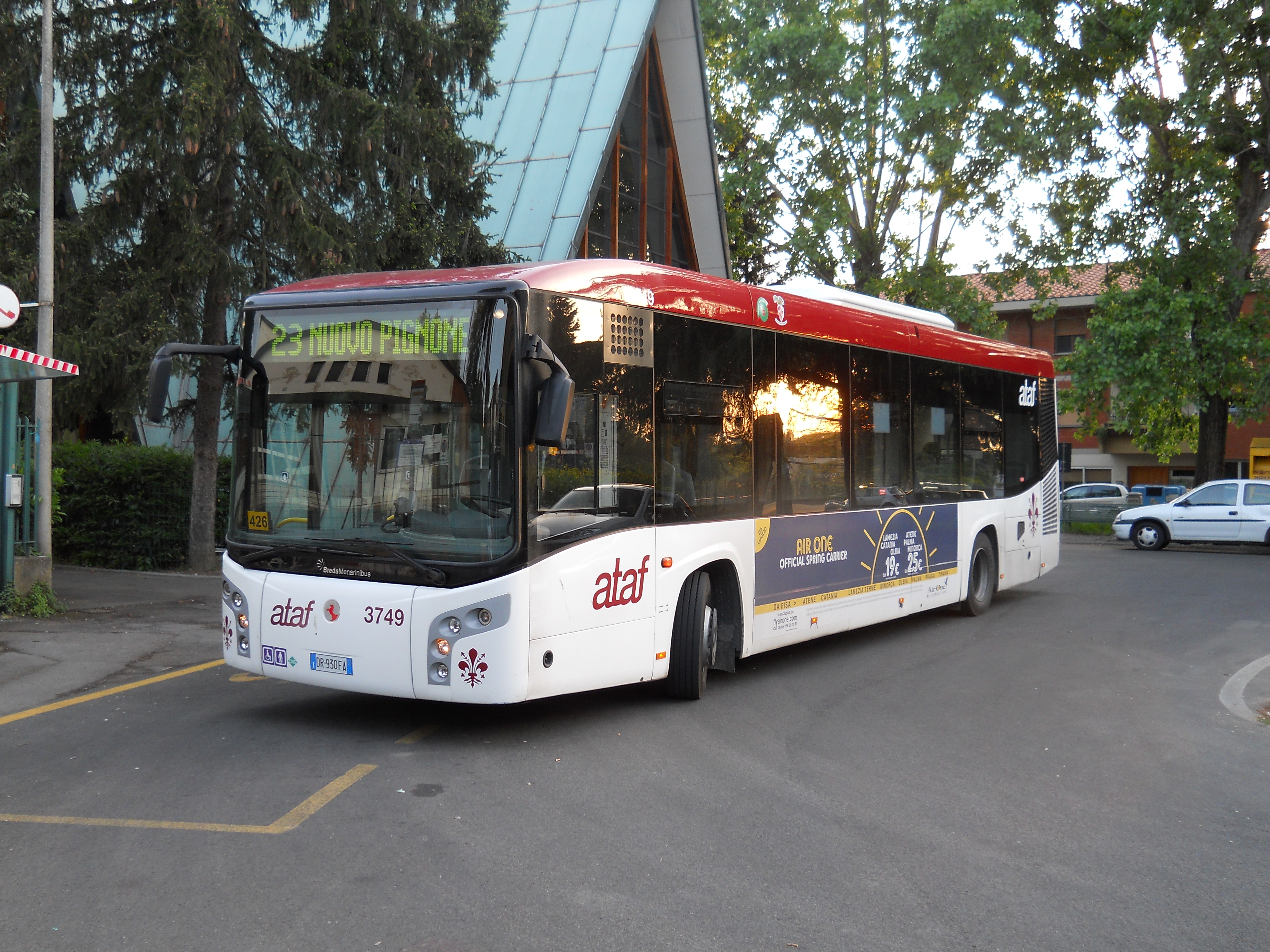
BredaMenarinibus Avancity+ LU
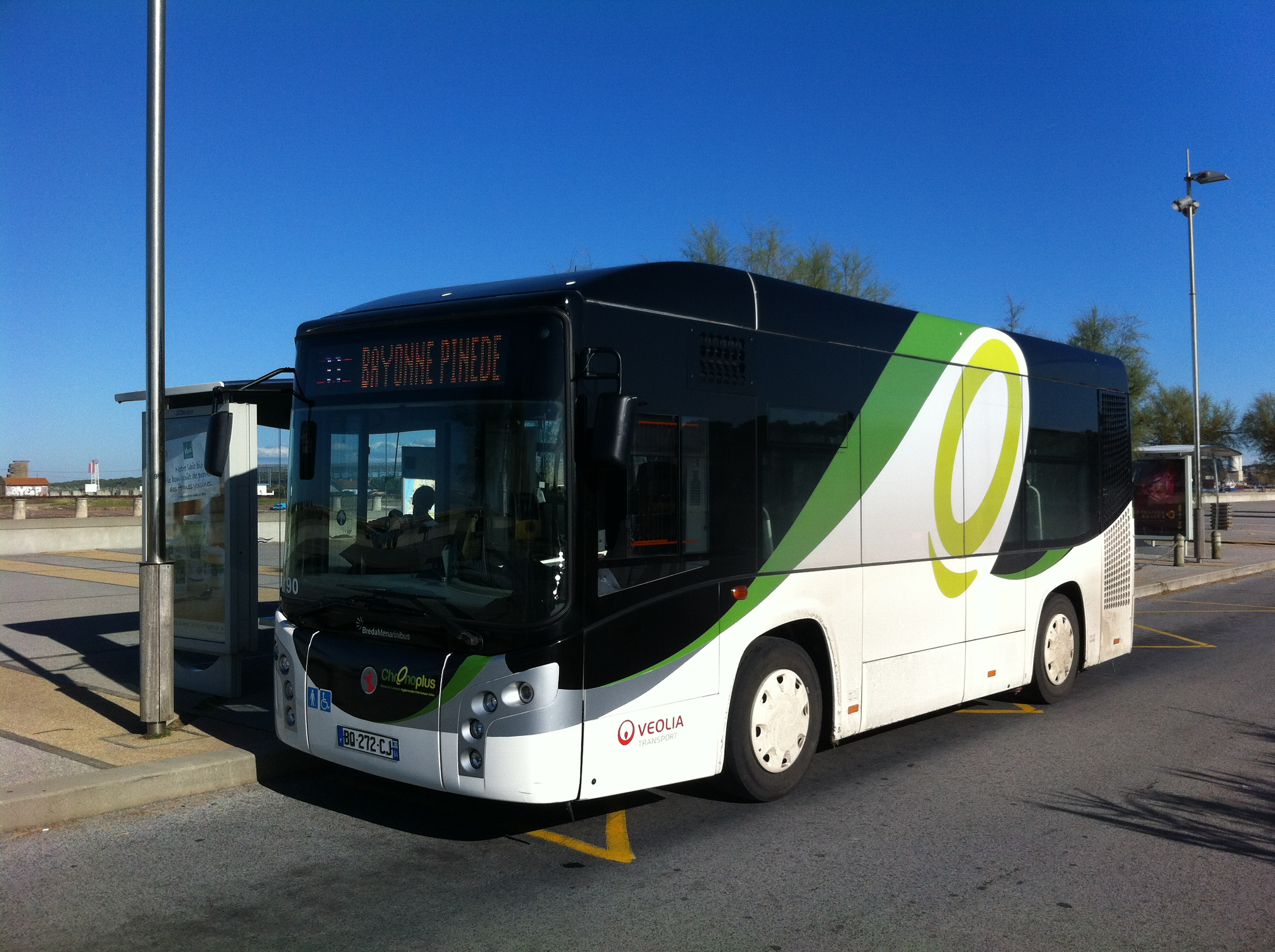
BredaMenarinibus Vivacity+ CU